# Konservierungsmittel
Konservierungsmittel sind Substanzen und Mischungen, die zur Konservierung verwendet werden.

## Eigenschaften
Konservierungsmittel sind antimikrobielle Biozide zur Tötung oder Wachstumshemmung von Mikroorganismen. Sie kommen zum Einsatz, wenn physikalische Methoden alleine nicht ausreichen. Das Spektrum möglicher Verbindungen hat sich seit längerem nicht geändert, da es schwierig ist, billige Stoffe mit breiter Wirkung und geringer Toxizität für Säugetiere zu finden. Bei der Verwendung von schwachen Säuren ist deren pK-Wert und ein saurer pH-Wert im Lebensmittel notwendig, da nur undissoziierte Moleküle durch die Zellmembran in das Innere von Mikroorganismen eindringen können.
Man unterscheidet
- Lebensmittelzusatzstoffe, die den Verderb von Lebensmitteln z. B. durch Bakterien, Hefe- und Schimmelpilze verhindern sollen. Sie spielen eine wichtige Rolle in der Lebensmittelkonservierung und verhindern gefährliche Krankheiten wie Botulismus und Listeriose. Konservierungsstoffe müssen durch Gattungsbezeichnung und Namen oder die E-Nummer (200 bis 299) deklariert werden. Dann ist das Wort "Konservierungsstoff" zu verwenden und nicht "Konservierungsmittel": → Liste der in der Europäischen Union zugelassenen Lebensmittelzusatzstoffe
- Kosmetik-Inhaltsstoffe wie beispielsweise Parabene, Benzoesäure oder Methylisothiazolinon, die als Konservierungsmittel eingesetzt werden. Bei zahlreichen Kosmetika ist eine Konservierung notwendig. Es dürfen aber nur die Konservierungsmittel verwendet werden, die nach der Verordnung (EG) Nr. 1223/2009 über kosmetische Mittel zulässig sind.
- pharmazeutische Hilfsstoffe zur Arzneimittelkonservierung.
- Holzschutzmittel.

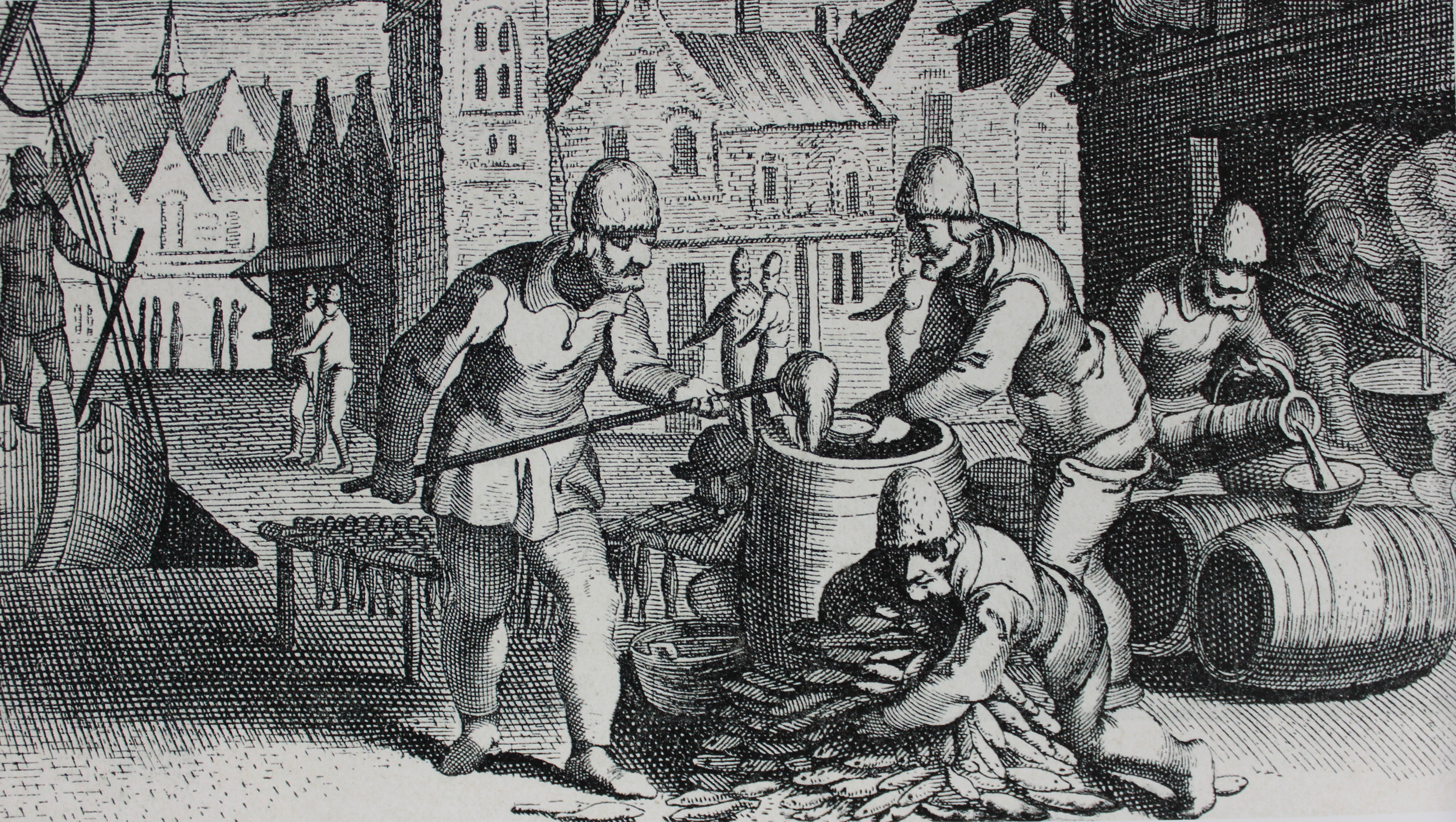
Salz als Konservierungsmittel (Pökeln von Hering in den Niederlanden im 17. Jahrhundert)

Im Falle fehlender oder nicht ausreichender Konservierung kann ein erheblicher Schaden entstehen. Unzureichend konservierte Lebensmittel können beim Verzehr zur Erkrankung des Verbrauchers führen. Immer wieder kommt es z. B. zu Salmonellen-Infektionen durch den Verbrauch von Nahrungsmitteln. Tückisch ist die krebserzeugende Wirkung von Aflatoxinen, das sind Ausscheidungsprodukte von Schimmelpilzen. Wenn man die Entwicklung von Schimmelpilzen unterbindet, reduziert man zugleich die Bildung von Aflatoxinen. Neben der chemischen Konservierung durch Konservierungsmittel gibt es auch physikalische Verfahren zur Konservierung, die nach wie vor erhebliche technische Bedeutung besitzen. Dazu zählt die Konservierung durch
- Erhitzen (Pasteurisieren, Sterilisieren)
- Wasserentzug (Trocknung)
- Luftabschluss (Paraffinschicht für Käse u. ä., Vakuumieren) und
- Tiefkühlen (≤ −18 °C).